# IC 3344
IC 3344 је елиптична галаксија у сазвјежђу Береникина коса која се налази на листи објеката дубоког неба у Индекс каталогу.
Деклинација објекта је + 13° 34' 46" а ректасцензија 12h 26m 32,3s. Привидна величина (магнитуда) објекта IC 3344 износи 14,6 а фотографска магнитуда 15,6. IC 3344 је још познат и под ознакама MCG 2-32-50, CGCG 70-77, VCC 917, NPM1G +13.0306, PGC 40706.